# Calpurnus
Calpurnus is een geslacht van weekdieren uit de klasse van de Gastropoda (slakken).

## Soorten
- Calpurnus verrucosus (Linnaeus, 1758)